# Rohrteich
Der Rohrteich ist ein See im Gebiet der Stadt Ilsenburg in Sachsen-Anhalt.
Der See liegt an Waldgebiete angrenzend nördlich von Oehrenfeld am Nordrand des Harzes. Östlich des Sees verläuft die Straße von Oehrenfeld nach Drübeck. Rund um den See ist ein als Pfad der Überraschungen benannter Erlebnispfad angelegt. Der Rohrteich dient als Angelgewässer und wird von einem Anglerverein bewirtschaftet. In der Nähe des Teiches befindet sich die Tonmühle.

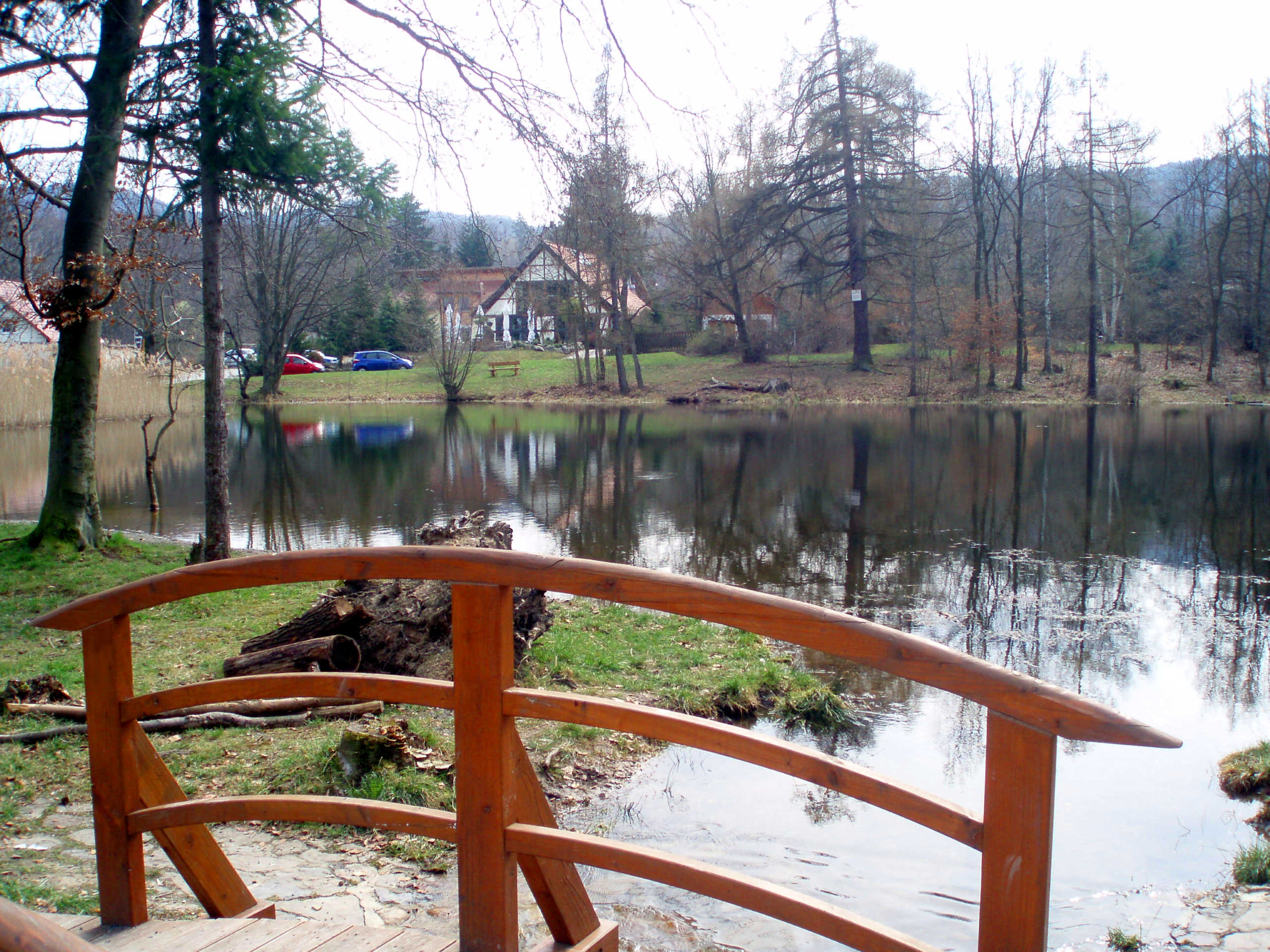
Rohrteich im Frühjahr